# Душан Милошевић (кошаркаш)
Душан Милошевић (Прокупље, 15. април 1990) је српски кошаркаш. Игра на позицији бека.